# 7-я воздушная армия (СССР)

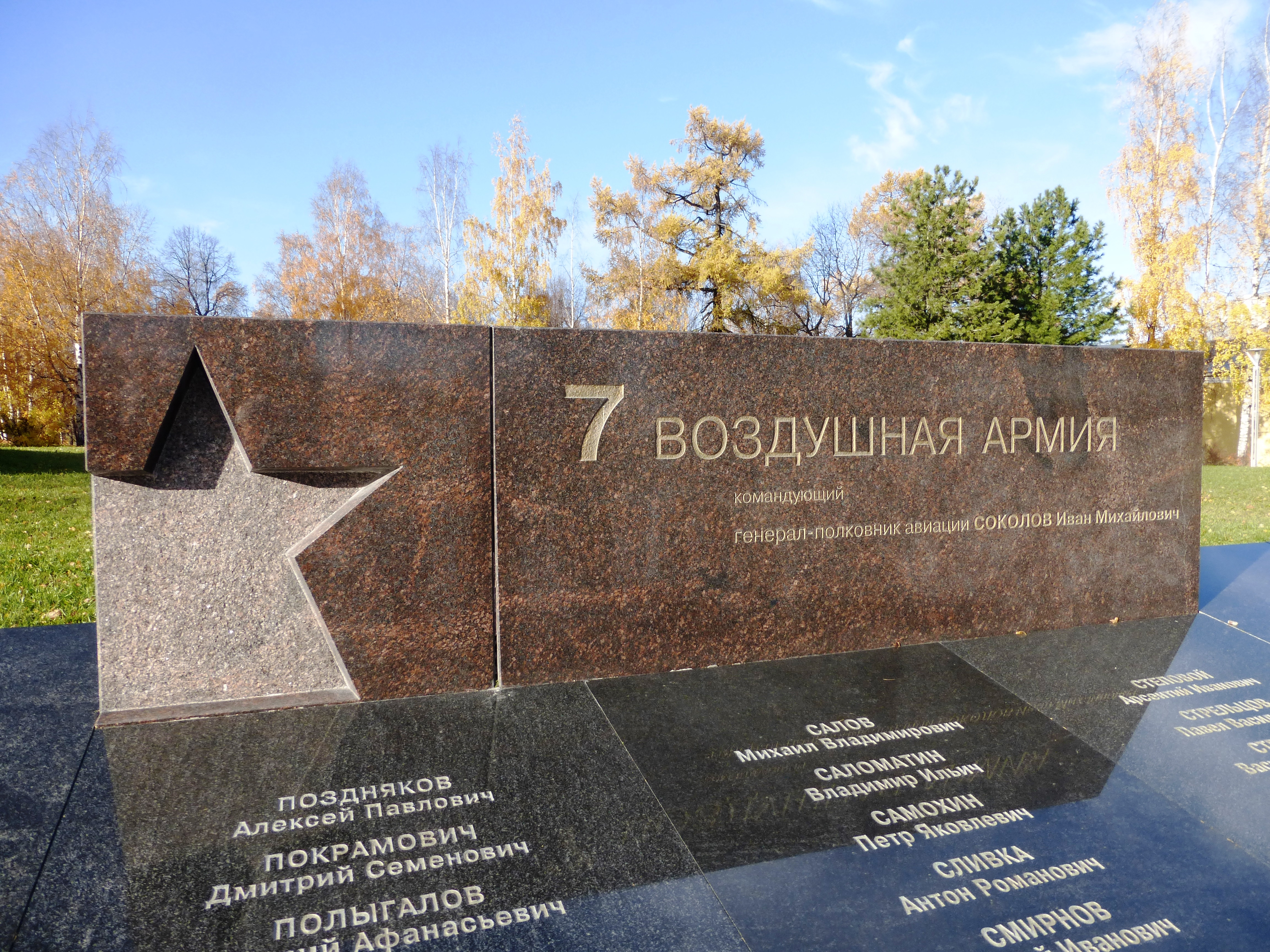
Фрагмент военно-мемориального комплекса Карельского фронта

7-я воздушная армия (7-я ВА) — воздушная армия РККА в составе Вооружённых сил СССР во время Великой Отечественной войны.

## История наименований
- 7-я воздушная армия;
- Войсковая часть (Полевая почта) 35412;
- 3-я воздушная армия дальней авиации (с 9 апреля 1946 года);
- 65-я воздушная армия дальней авиации (с 10 января 1949 года);
- Войсковая часть (Полевая почта) 55116 (с 9 апреля 1946 года).

## История
Сформирована 1 декабря 1942 года приказом НКО от 10 ноября 1942 года на базе ВВС Карельского фронта.
В марте 1945 года армия передислоцирована на Дальний Восток. Расформирована 1 апреля 1945 года. Личный состав управления армии обращён на доукомплектование штаба 9-й воздушной армии.

## Состав
Состав армии формировался за счёт вновь созданных авиационных дивизий на основе ВВС 14-й армии, ВВС 19-й армии, ВВС 26-й армии и ВВС 32-й армии.
Первоначальный состав:
- 258-я истребительная авиационная дивизия[2]
- 259-я истребительная авиационная дивизия[2];
- 260-я бомбардировочная авиационная дивизия[2];
- 261-я штурмовая авиационная дивизия[2];
- 678-й легкобомбардировочный авиационный полк[2];
- 679-й легкобомбардировочный авиационный полк[2];
- 152-й истребительный авиационный полк[2];
- 839-й истребительный авиационный полк[2];
- 9-й учебно-тренировочный авиационный полк;
- 118-я отдельная разведывательная авиационная эскадрилья[2];
- 42-я отдельная корректировочная авиационная эскадрилья[2];
- 20-я отдельная санитарная авиационная эскадрилья;
- 14-я отдельная авиационная эскадрилья связи;
- 5-й авиационный полк ГВФ (оперативное подчинение).

### Командующие армией

Соколов Иван Михайлович

Командующий армией — генерал-майор авиации, с мая 1943 года — генерал-лейтенант авиации, с ноября 1944 года — генерал-полковник авиации Соколов Иван Михайлович (ноябрь 1942 — апрель 1945 года)
Начальники штаба армии:
- полковник, с апреля 1943 года — генерал-майор И. М. Белов (ноябрь 1942 — февраль 1943 года, июнь 1944 — февраль 1945 года);
- полковник Свешников Б. Ф. (февраль 1943 — июнь 1944 года);
- генерал-майор авиации Степанов А. В. (февраль — апрель 1945 года)
- генерал-майор авиации Ф. И. Качев (декабрь 1947 года — октябрь 1949 года)

## Боевые действия
Во взаимодействии с ВВС Северного флота ударами по аэродромам на кандалакшском и мурманском направлениях армия содействовала защите внешних морских сообщений и обеспечивала безопасность транспортировки грузов по Кировской железной дороге.
В июне — августе 1944 года армия принимала участие в Свирско-Петрозаводской наступательной операции (21 июня — 9 августа), осуществляла авиационную поддержку войск при форсировании реки Свирь, прорыве обороны противника и высадке десантов Ладожской и Онежской военными флотилиями. В сентябре 1944 года частью сил участвовала в преследовании противника на кандалакшском и кестеньгском направлениях.
В октябре армия привлекалась для поддержки войск 14-й армии в Петсамо-Киркенесской стратегической наступательной операции (7-29 октября 1944 года)
15 ноября армия была выведена в резерв Ставки ВГК.
За годы Великой Отечественной войны армия совершила около 60 тыс. самолёто-вылетов, участвовала в одной воздушной операции.
Ряд её соединений и частей удостоен почётных наименований; тысячи воинов награждены орденами и медалями, многим присвоено звание Героя Советского Союза.